# Erucastrum arabicum
Erucastrum arabicum är en korsblommig växtart som beskrevs av Fisch. och Carl Anton von Meyer. Erucastrum arabicum ingår i släktet kålsenaper, och familjen korsblommiga växter. Inga underarter finns listade i Catalogue of Life.